# Camaricoproctus transvaalicus
Camaricoproctus transvaalicus är en mångfotingart som beskrevs av Lawrence 1966. Camaricoproctus transvaalicus ingår i släktet Camaricoproctus och familjen Spirostreptidae. Inga underarter finns listade i Catalogue of Life.